# Бенту, Руй
Руй Фернанду да Силва Калапеш Перейра Бенту (порт. Rui Fernando da Silva Calapez Pereira Bento; род. 14 января 1972, Силвиш) — португальский футболист и футбольный тренер. В качестве игрока известен по выступлениям за клубы «Спортинг», «Боавишта» и сборную Португалии. Участник Олимпийских игр 1996 года в Атланте.

## Клубная карьера
Бенту — воспитанник клубов «Силвиш» и лиссабонской «Бенфики». В 1991 году в составе последней он дебютировал в Сангриш лиге. По окончании своего дебютного сезона Руй перешёл в «Боавишту», в составе которой провёл следующие десять сезонов. С клубом он завоевал Кубок Португалии, а также помог команде впервые в истории выиграть чемпионат. За «Боавишту» Бенту сыграл более 250 матчей во всех турнирах. В 2001 году он перешёл в столичный «Спортинг». В первом же сезоне за новый клуб, Руй во второй раз завоевал Кубок и выиграл чемпионат Португалии. В 2004 году он завершил профессиональную карьеру и стал тренером.

## Международная карьера
В 1991 году в составе молодёжной сборной Португалии Бенту выиграл домашний молодёжного чемпионата мира.
20 ноября 1991 года в отборочном матче чемпионата Европы 1992 против сборной Греции Руй дебютировал за сборную Португалии.
В 1996 году Бенту в составе олимпийской сборной Португалии принял участие в Олимпийских играх в Атланте. На турнире он сыграл в матчах против команд Туниса, США, Франции, Бразилии и дважды Аргентины.

## Достижения
Командные
«Боавишта»
- Чемпионат Португалии по футболу — 2000/01
- Обладатель Кубка Португалии — 1996/97

«Спортинг»
- Чемпионат Португалии по футболу — 2001/02
- Обладатель Кубка Португалии — 2001/02
- Обладатель Суперкубка Португалии — 2002

Международные
Португалия (до 21)
- Молодёжный чемпионат мира — 1991